# Amsterdammertje

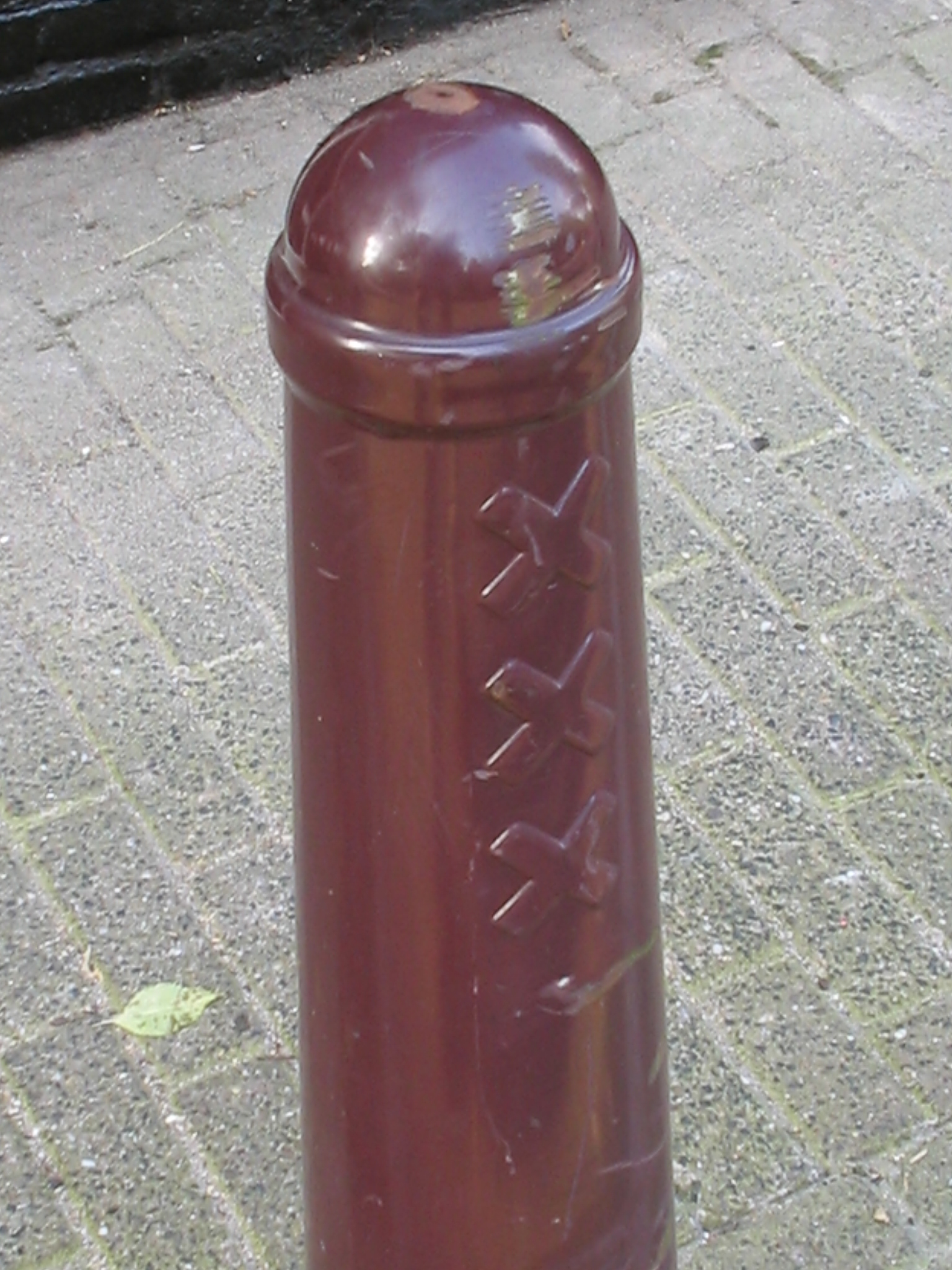
Un amsterdammertje.

Un amsterdammertje és un típic piló de ferro, de color vermell, que és utilitzat per separar la vorera o la vereda de la calçada a la ciutat neerlandesa d'Amsterdam. amsterdammertje significa literalment "petit d'Amsterdam" en neerlandès. Els amsterdammertjes tenen a la seva cara principal tres creus de Sant Andreu, que figuren a l'escut d'armes de la ciutat.

## Història

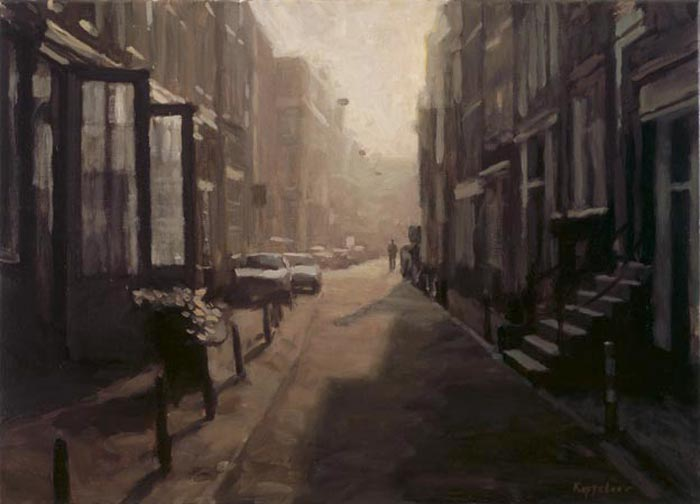
Un carrer amb amsterdammertjes en el quadre Backlight Langestraat (1993) de Frans Koppelaar.

Data de principis del segle xix el costum d'utilitzar pilons per protegir el tros de vorera que quedava davant de les cases d'Amsterdam. Aquests pilons estaven fets de metall (reutilitzat de vells canons), pedra o fusta. A finals del segle xix foren construïts els primers pilons de ferro colat. A partir del 1915 es creà un piló estàndard de 70 quilograms de pes, fet de ferro fos i que tenia les tres creus de Sant Andreu de l'escut d'armes d'Amsterdam. Aquest piló era en aparença molt similar al modern amsterdammertje, però, tenia altres notables diferències, era més ample a més de ser més pesant.
A partir del 1972 els amsterdammertjes deixaren de ser construïts del car i pesant ferro fos, sinó de plaques d'acer, d'una alçada aproximada d'1,35 m i un pes menor de 20 quilograms. Aquest tipus de pilons és l'actualitzat actualment a la ciutat d'Amsterdam; tots els pilons del 1915 ja han sigut retirats o substituïts per aquests. El 1984, hi havia aproximadament 100.000 amsterdammertjes.

## Polítiques actuals
A causa del fet que els camions que passaven per sobre d'aquests pilons i que els cotxes més petits podien passar entre ells, l'ús dels amsterdammertjes fou un mètode insuficient per prevenir que els vehicles aparquessin sobre la vorera. Abans de l'any 2010 totes les voreres d'Amsterdam seran lleugerament elevades del seu nivell actual que és igual al de la calçada. Això vol dir que els amsterdammertjes no seran necessaris per a la separació de la vorera i la calçada. Cada any, uns 2.000 amsterdammertjes seran retirats fins a la seva total eliminació. El 2003 a tot Amsterdam hi havia un total de 37.616 amsterdammertjes.
Actualment l'ajuntament d'Amsterdam ven online amsterdammertjes nous i ja usats.